# Edward Cecil, 1. Viscount Wimbledon
Edward Cecil, 1. Viscount Wimbledon (* 29. Februar 1572; † 16. November 1638) war ein englischer Offizier und Parlamentsabgeordneter. Er kommandierte 1625 während des Krieges mit Spanien die gescheiterte Expedition nach Cádiz.

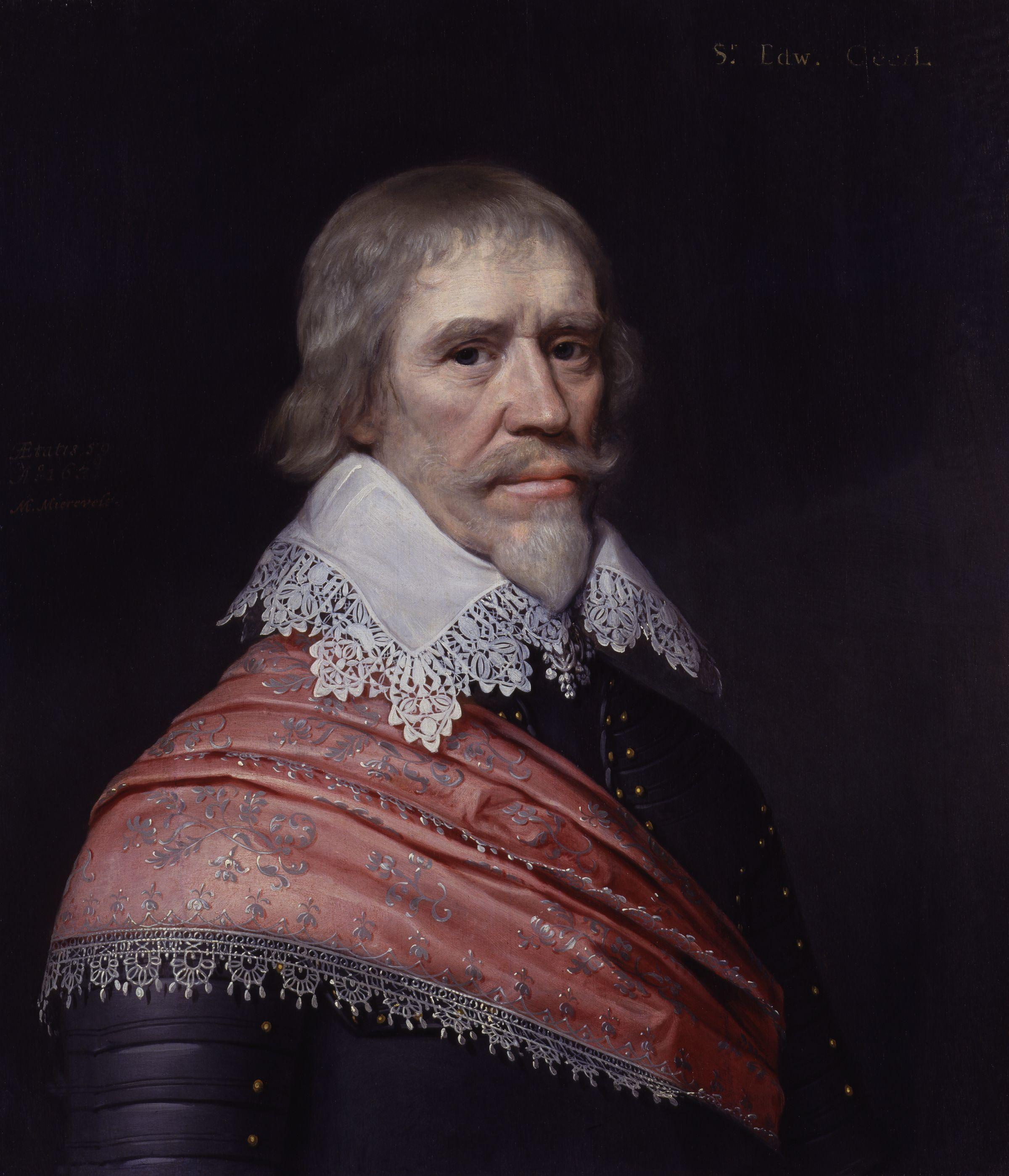
Edward Cecil, 1. Viscount Wimbledon (Gemälde von Michiel van Mierevelt)

## Familie
Er stammte aus einer der politisch einflussreichsten Familien Englands. Sein Großvater William Cecil, 1. Baron Burghley und sein Onkel Robert Cecil, 1. Earl of Salisbury spielten lange Zeit eine führende Rolle. Er war der dritte Sohn von Thomas Cecil, 1. Earl of Exeter und dessen erster Ehefrau Dorothy Neville, einer Tochter von Lord Latimer of Belvoir Castle.
Er selbst heiratete im Jahr 1601 in erster Ehe Theodosia Noel, eine Tochter von Sir Andrew Noel. Das Paar hatte vier Töchter. In zweiter Ehe heiratete er 1617 Diana Drury Tochter von Sir William Drury. Zum dritten Mal heiratete er 1635 Sophia Zouche, eine Tochter von Sir Edward Zouche. Da er keinen Sohn hatte, erloschen seine Adelstitel mit seinem Tod.

## Leben
Nach seiner ersten Ausbildung machte er zwischen 1594 und 1596 zusammen mit seinem Bruder Richard Cecil eine Kavalierstour nach Italien und besuchte dort 1595 die Universität von Padua. In dieser Zeit erlernte er die italienische Sprache.
Er diente nach seiner Rückkehr als Soldat zur Unterstützung der Aufständischen in den Niederlanden im Rahmen auch des spanisch-englischen Krieges. Er wurde 1599 Hauptmann in einem Regiment von Fußsoldaten. Ein Jahr später übernahm er das Kommando einer Kavallerieeinheit und nahm mit dieser an der Schlacht von Nieuwpoort teil.
Im Jahr 1601 befehligte er eine Truppe zur Unterstützung des von den Spaniern belagerten Ostende. Nach seiner Rückkehr wurde er von Elisabeth I. zum Knight Bachelor geschlagen.  Im selben Jahr wurde er Mitglied im House of Commons für Aldeburgh. Er diente seit 1602 erneut bei den englischen Truppen, die auf Seiten der aufständischen Niederländer kämpften. Unter Moritz von Oranien nahm er an einem Vorstoß nach Brabant und der Belagerung von Grave teil. Er befand sich in England, als Elisabeth I. 1603 starb. William Cecil sandte ihn zu James I. um diesen seine Treue zu versichern. Der König nahm Edward in Ehren auf und gab ihm Hofämter. Im Jahr 1604 kehrte er zu den Truppen in den Niederlanden zurück. Er wurde 1604 zum Oberst ernannt und kommandierte ein Infanterieregiment. Er kehrte 1609 nach England zurück.
Er verdankte es dem Einfluss seines Vaters, dass er 1610 als Nachfolger für seinen verstorbenen Vetter Sir Robert Wingfield erneut Parlamentsmitglied wurde. Im Range eines Captain-Generals befehligte er die englischen Unterstützungstruppen für die Niederländer bei der Belagerung von Jülich.
Er begleitete die neu vermählten Elisabeth Stuart und den Kurfürsten Friedrich V. von der Pfalz nach Heidelberg. Er kehrte danach zu seinen Truppen bei Utrecht zurück. Der König sandte ihn 1614 erneut nach Heidelberg, als dem kurfürstlichen Paar ein erstes Kind geboren wurde.
Er lebte bis 1616 vorwiegend in Utrecht und kehrte nach dem Tod seiner Frau nach England zurück. Die Heirat seiner zweiten Frau brachten ihm ein beträchtliches Vermögen ein. Er versuchte um 1618 vergeblich verschiedene Ämter zu erhalten und kehrte dann in die Niederlande zurück. Edward Cecil war nach dem Beginn des Dreißigjährigen Krieges als Kommandeur für ein geplantes Expeditionskorps zur Unterstützung der Böhmen im Gespräch. Dies wurde von dem böhmischen Botschafter Dohna verhindert. Es kam zu einem gewaltsam ausgetragenen Streit zwischen Cecil und dem Botschafter.
Im Jahr 1621 wurde er wieder ins Unterhaus gewählt. Er gehörte zahlreichen Ausschüssen an und beteiligte sich intensiv an den Debatten. Er setzte sich unter anderem für die Verteidigung der bedrohten Pfalz ein. Edward Cecil wurde 1624 erneut in das Unterhaus gewählt. Diesmal repräsentierte er Dover. Er tat sich dabei durch sein Eintreten für eine Unterstützung der Niederländer und für eine antispanische Politik hervor.
Er stand seit langem in Beziehung zum George Villiers, 1. Duke of Buckingham. Während des englisch-spanischen Krieges von 1625 bis 1630 erhielt er auf Betreiben Buckinghams das tatsächliche Kommando über die militärische Expedition nach Cadiz, während Buckingham – der an der Expedition nicht teilnahm – das nominelle Oberkommando hatte. Die Expedition war schlecht vorbereitet und organisiert. Ein Großteil der Flotte bestand aus Handelsschiffen, viele Soldaten hatten kaum militärische Ausbildung und waren schlecht ausgerüstet. Auch Edward Cecil hat zuvor nie ein so großes unabhängiges Kommando geführt und war völlig unerfahren in Marineangelegenheiten. Vor der Abfahrt der Flotte kündigte Charles I. an, ihn zum Viscount erheben zu wollen.
Zunächst gelang es nicht, die im Hafen ankernden gegnerischen Schiffe zu zerstören. Nach der Landung der englischen Truppen wurde der Marsch auf Cádiz zu einem Desaster. Tausende betrunkene englische Soldaten wurden von den Spaniern später gefangen genommen. Die Truppen mussten sich zurückziehen. Ebenso wenig erfolgreich war der Versuch, die Silberflotte abzufangen. Viele Schiffe waren leck, die Vorräte waren gering, es breiteten sich Krankheiten an Bord aus und teilweise war die Besatzung sehr gering. Das sehr kostspielige und verlustreiche Vorhaben scheiterte.
Bei seiner Rückkehr kam es zwar zu einer Untersuchung. Aber Charles I. ließ ihn nicht fallen. Der König hatte ihm während seiner Abwesenheit mit Letters Patent vom 9. November 1625 die Adelstitel Viscount Wimbledon und Baron Cecil of Putney verliehen und ernannte ihn 1627 zum Lord Lieutenant of Surrey. Er wurde Mitglied im Privy Council. Er kämpfte zwischen 1627 und 1629 in den Niederlanden gegen die Spanier. Er nahm an der Belagerung von Groenlo im Jahr 1627 und der Belagerung von ’s-Hertogenbosch im Jahr 1629 teil. Zuletzt war er Gouverneur von Portsmouth.